# Beatriz Luengo González
Beatriz Luengo González   (Madrid, 23 de desembre de 1982) és una compositora, cantant, actriu, ballarina i empresària espanyola. És coneguda pel seu treball discogràfic i per la seva participació en sèries com Un paso adelante. A més, dirigeix la seva pròpia escola de dansa a Madrid, va ser nominada al Grammy Llatí 2012 a millor àlbum pop contemporani, i va guanyar el Latin Grammy americà per escriure el disc A quien quiera escuchar de Ricky Martin.

## Discografia

### Àlbums
- 2002: UPA Dance
- 2003: UPA Dance Edición Especial
- 2003: Upa Dance Live

Solista 
- 2005: Mi generación
- 2006: BL (editat només a França)
- 2008: Carrousel
- 2011: Bela y sus Moskitas Muertas
- 2017: Cuerpo y Alma

### Senzills
- 2005: Mi generación
- 2006: Hit Lerele
- 2008: Pretendo hablarte
- 2008: Dime (amb Pitingo)
- 2009: Y sólo fui
- 2010: Se llama amistad
- 2011: Como tú no hay 2 (amb Yotuel Romero)
- 2011: Ley de Newton
- 2012: Lengua
- 2012: Platos rotos (amb Yotuel Romero)
- 2013: Halleluja
- 2014: Quítatelo (amb Alejandra Guzmán)
- 2016: Más que suerte (amb Jesús Navarro)
- 2017: Te echo de menos

### Bandes sonores
- 2009: Se llama amistad de Tinker Bell and the Lost Treasure

### Col·laboracions
- Go Away de Justin Timberlake
- Cicatriz de Yadam
- Sin ti (I Don't Want To Miss A Thing) de Dyland & Lenny i Pitbull
- Ley de Newton de Jesús Navarro
- Contigo sí de Black Guayaba

### Composicions
- 2012: Dime si ahora de Thalía
- 2014: Madre Tierra de Chayanne
- 2014: Ex de verdad de Ha*Ash
- 2015: Coraçao de Claudia Leitte ft. Daddy Yankee
- 2015: La vida es un vals de Diego Torres[3]
- 2015: Hoy es domingo de Diego Torres ft. Rubén Blades
- 2015: Fin del mundo de Diego Torres
- 2015: Contradicción de Diego Torres
- 2015: La grieta de Diego Torres
- 2015: Isla Bella de Ricky Martin
- 2015: Perdoname de Ricky Martin
- 2015: Cuando me acuerdo de ti de Ricky Martin
- 2015: Mátame otra vez de Ricky Martin
- 2015: La mordidita de Ricky Martin
- 2016: I feel Alive de CD9[4]
- 2016: Planes de Shakira
- 2016: Amnesia de Jennifer Lopez
- 2016: Cometa de CNCO[5]
- 2016: Lady blue and cruel de Cristian Castro